# يو إف سي على إي إس بي إن: رييس ضد ويدمان
يو إف سي على إي إس بي إن: رييس ضد ويدمان (بالإنجليزية: UFC on ESPN: Reyes vs. Weidman)‏ هو حدث لفنون القتال المختلطة نظمته يو إف سي، أُقيم في 18 أكتوبر 2019، على تي دي غاردن في بوسطن، ماساتشوستس، الولايات المتحدة.